# Rarotonga

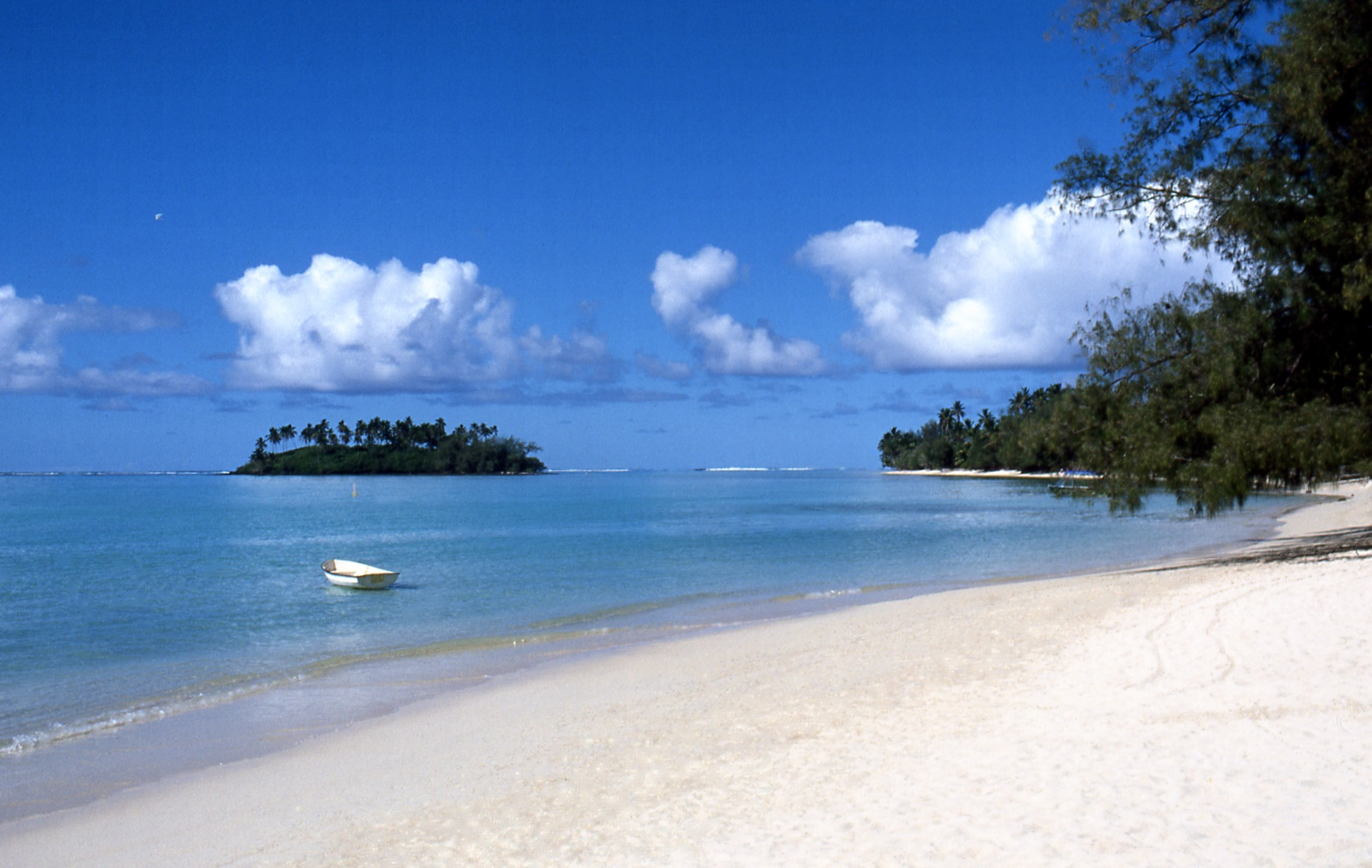
Muri Beach, a Rarotonga.

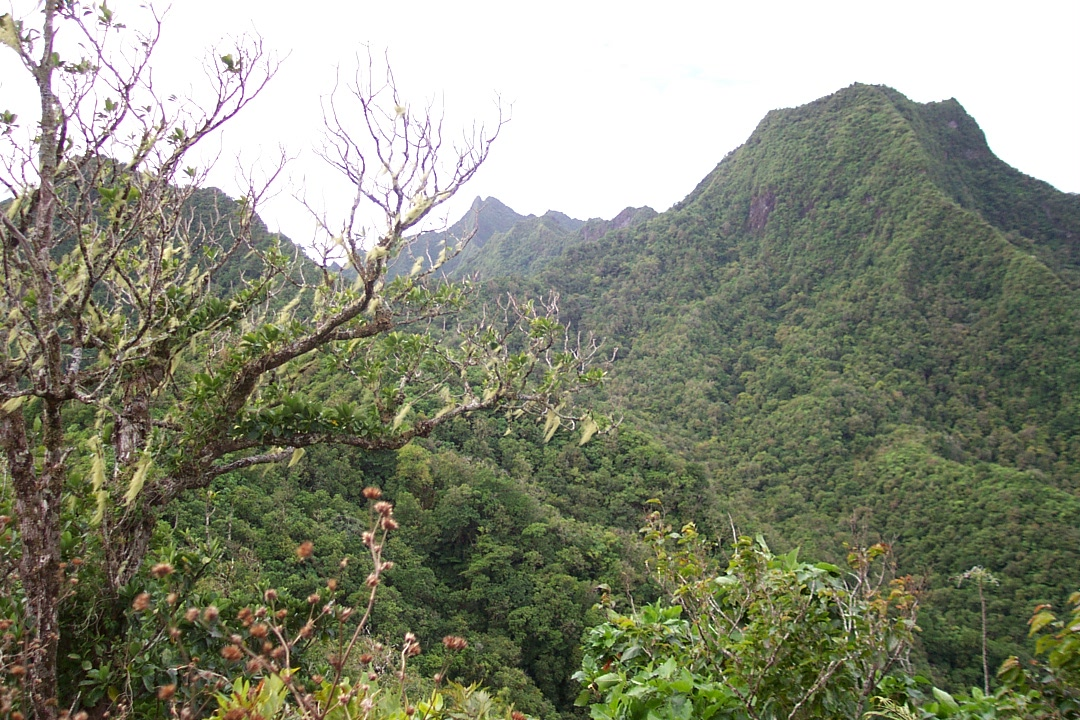
Interior de Rarotonga

Rarotonga és una de les illes Cook meridionals. És l'illa més poblada de l'arxipèlag, disposa d'un aeroport internacional i és el centre administratiu del govern, amb seu a Avarua.

## Geografia
L'illa té una forma ovalada d'11 km de llarg i 8 km d'ample. La superfície total és de 67,1 km². És d'origen volcànic, amb una alçada de 4.500 m des del fons de l'oceà. L'altitud màxima és al mont Te Manga de 652 m sobre el nivell del mar. El centre de l'illa és de vegetació molt densa i la població viu a la costa. Els esculls rodegen l'illa deixant una estreta llacuna.
La població total era de 12.188 habitants al cens del 2001, un 68% del total de les illes Cook. Els habitants de les altres 15 illes s'identifiquen amb el gentilici i amb el nom de la llengua de Rarotonga i, informalment, se'ls anomena de les illes externes (outer islands).

## Història
Els arqueòlegs estimen que hi ha evidències humanes de fa 5.000 anys. Les migracions polinèsies són del segle x. El nom tradicional de l'illa és Tumetevarovaro, encara utilitzat de forma poètica. El nom Rarotonga significa "cap al sud". La versió més popular de l'origen del nom diu que el navegant tahitià Iro, que ja havia visitat l'illa, en tornar-hi li van preguntar on anava.
Els primers europeus a arribar a Rarotonga van ser els amotinats del HMS Bounty. Després hi va arribar el reverend John Williams de la Societat Missionera de Londres.